# Sarenza
Sarenza er en fransk e-handels virksomhed med base i Paris, der er specialiseret i salg af sko, tasker og accessories online.
Virksomheden blev grundlagt i 2005 af Francis Lelong, Yoan Le Berrigaud og Frank Zayan, men i dag ledes Sarenza af Stéphane Treppoz og Hélène Boulet-Supau med næsten 300 ansatte (2015). Sarenza startede oprindeligt op med blot at være til stede på det franske marked, men har siden 2009 ekspanderet til andre lande i Europa. Sarenza er i dag aktiv i 26 lande med 11 hjemmesider dedikeret til henholdsvis Frankrig, Spanien, Italien, Tyskland, Holland, Belgien, England, Polen, Schweiz, Danmark og Sverige samt en samlet europæisk hjemmeside (sarenza.eu).

## Historie
Sarenza blev grundlagt i september 2005 med det franske website “sarenza.com.” Virksomheden voksede takket være to succesfulde investeringer på i alt seks millioner euro,  hvor ledelsen efterfølgende besluttede at ekspandere internationalt. 
En omstrukturering forekom i marts 2007, da de tre grundlæggere forlod virksomheden. Stéphane Treppoz blev herefter CEO af Sarenza, og Hélène Boulet-Supau blev COO. De rejste tre millioner euro til at investere i virksomhedens vækst, og fastholder således Sarenzas stærke position på markedet gennem en række strategiske tiltag såsom et nyt og automatiseret lager tæt på Paris, en intern kundeservice-afdeling samt reviderede forretningsteknikker. Et halvandet år efter direktionsændringerne var virksomheden nu rentabel. 

## International ekspansion
En ny inverstering på tre millioner euro blev foretaget i april 2009, med henblik på fortsat at udvikle Sarenzas internationale profil. To tredjedele af investeringen kom fra Stéphane Treppoz og Hélène Boulet-Supaus personlige fond. Herefter indleder Sarenza sin internationale ekspansion: I 2009 foretages den første åbning af en engelsk hjemmeside i Storbritannien, og efterfølgende en italiensk og tysk hjemmeside i december 2010. I løbet af det første trimester af 2011 udvides Sarenza også til Spanien og Holland. I marts 2012 fortsætter ekspansionen med lanceringen af en polsk hjemmeside samt et europæisk website, der hermed gav virksomheden mulighed for at levere til et antal lande i Øst- og Nordeuropa. Kort tid efter blev en dansk og svensk hjemmeside oprettet i september 2012 og senest åbnede Sarenza op for en schweizisk hjemmeside i maj 2015.

## Andre vigtige datoer
Den 7 . april 2010 kl. 20:13 rundende Sarenza.com 1 million par solgte sko. I December 2011 erhvervede Stéphane Treppoz og Hélène Boulet- Supaus den fulde styrring af Sarenza. Efter forhandlingerne kom Sarenzas direktion til at bestyre mere end 80% af virksomhedens kapital.
I begyndelsen af 2012 kom Sarenza blandt de top 15 mest besøgte online-butikker i Frankrig, hvilket blev offentliggjort af FEVAD (Fédération d’e-commerce et vente à distance) og Médiamétrie (et fransk forbrugeranalysebureau). Her rundede hjemmesiden 3,8 millioner besøg i gennemsnit per måned i løbet af det første trimester 2012. Ligeledes organiserer FEVAD en award kaldet Favor’i , hvor Sarenza vandt sølv ved den 6. edition af award-uddelingen i november 2012 for bedste mode-website efter en afstemning blandt internetbrugerne.
I juli 2014 formår Sarenza at rejse 74 millioner euro ved hjælp af fire investorer (HLD, la Banque Publique d’investissement (BPI) samt to private investorer), med henblik på at accelerere udviklingen på internationalt plan samt at styrke sin position som fransk markedsleder. Derudover lancerer Sarenza i september 2014 sit helt eget brand, med 80 modeller udelukkende solgt hos Sarenza.

## Nøgletal
Sarenza solgte for 150 mio. euro i 2013 (+15% sammenlignet med 2012) hvilket er 30 gange mere end omsætningen i 2006. I 2014 havde Sarenza 4 mio. kunder.

## Produkter
I juni 2012 passerede Sarenza milepælen med over 10 mio. produkter solgt siden virksomhedens grundlæggelse. Sarenza har ca. 55.000 forskellige modeller og mere end én mio. produkter på det 18.000 m2 store lager (2013).

## Forretningsmodel
Sarenza er den første franske “pure player” sko-retailer, baseret på den største online sko-retailer i verdens forretningsmodel (Zappos.com). Virksomhedens største konkurrenter er Spartoo og tyske Zalando, hvor sidstnævnte har valgt at differentiere sig gennem salg af både sko og tøj. Sarenzas virksomhedskoncept er forblevet det samme siden grundlæggelsen - En strategi, der er baseret på et kæmpestort udvalg:
- Mere end 750 mærker
- 50.000 sko-modeller
- Super service
- Gratis levering og returnering uden minimumsbeløb
- 100 dages gratis ombytnings- og returret.

## Infrastruktur
Sarenzas hovedkontor har beliggenhed i centrum af Paris. Alle ordrer, som leveres til Frankrig og resten af Europa, er afsendt fra varelageret i Beauvais (nær Paris), hvilket er ledet af ADS, Sarenzas logistikpartner siden 2010.

## Priser og anerkendelser
Sarenza har modtaget adskillige priser siden sin grundlæggelse. De seneste priser inkluderer: 
- Prisen for “Bedste fashion website” den 5. “Nuit des Favor’i,” eller “Nat af favoritter,” organiseret af FEVAD i slutningen af 2011[20]
- “Great Place to Work” ranking[21] i januar 2012 og “Jury favorite” pris fra FEVAD ligeledes i 2012.
- Første internationale pris,”Best foreign website” til Madrid e-Commerce Awards i 2012[22]
- “Best international online store” i september 2012 under e-Awards Duo i Madrid[23]
- ”Best online fashion site” af FEVAD i Frankrig, November 2012[24]

## Events

### The High Heel Race
Sarenza lancerede “National High Heel Race” i Frankrig for første gang i 2008. Konceptet er som følgende: 32 teams, hvert hold bestående af tre kvinder iført høje hæle på mindst 8 cm., der skal genneføre 3x60 meter for at vinde sko og tasker til en værdi af 3.000 euro. Racet afholdes årligt siden 2008.